# Halowe Mistrzostwa Europy w Lekkoatletyce 1990 – bieg na 1500 m mężczyzn
Bieg na 1500 metrów mężczyzn – jedna z konkurencji biegowych rozgrywanych podczas halowych lekkoatletycznych mistrzostw Europy w  hali Kelvin Hall w Glasgow. Eliminacje zostały rozegrane 3 marca, a bieg finałowy 4 marca 1990. Zwyciężył reprezentant Niemieckiej Republiki Demokratycznej Jens-Peter Herold. Tytułu zdobytego na poprzednich mistrzostwach nie bronił Hervé Phélippeau z Francji.

## Rezultaty

### Eliminacje
Rozegrano 2 biegi eliminacyjne, do których przystąpiło 12 biegaczy. Awans do finału dawało zajęcie jednego z pierwszych trzech miejsc w swoim biegu (Q). Skład finału uzupełniło dwóch zawodników z najlepszym czasem wśród przegranych (q).
Opracowano na podstawie materiału źródłowego.

#### Bieg 1
| Miejsce | Zawodnik          | Czas    | Uwagi |
| ------- | ----------------- | ------- | ----- |
| 1       | Jens-Peter Herold | 3:42,63 | Q     |
| 2       | Fermín Cacho      | 3:42,99 | Q     |
| 3       | Tony Morrell      | 3:43,42 | Q     |
| 4       | Róbert Banai      | 3:45,54 | q     |
| 5       | Marc Corstjens    | 3:45,80 |       |
| 6       | Davide Tirelli    | 3:48,68 |       |
| –       | Ronny Olsson      | DSQ     |       |

#### Bieg 2
| Miejsce | Zawodnik         | Czas    | Uwagi |
| ------- | ---------------- | ------- | ----- |
| 1       | Steffen Brand    | 3:44,48 | Q     |
| 2       | Teófilo Benito   | 3:44,76 | Q     |
| 3       | Rob Harrison     | 3:44,84 | Q     |
| 4       | António Monteiro | 3:45,01 | q     |
| 5       | Víctor Rojas     | 3:45,92 |       |

### Finał
Opracowano na podstawie materiału źródłowego.
| Miejsce | Zawodnik          | Czas    | Uwagi |
| ------- | ----------------- | ------- | ----- |
| 1       | Jens-Peter Herold | 3:44,29 |       |
| 2       | Fermín Cacho      | 3:44,61 |       |
| 3       | Tony Morrell      | 3:44,83 |       |
| 4       | Steffen Brand     | 3:45,58 |       |
| 5       | Teófilo Benito    | 3:47,13 |       |
| 6       | António Monteiro  | 3:47,46 |       |
| 7       | Róbert Banai      | 3:48,50 |       |
| 8       | Rob Harrison      | 3:53,29 |       |